# Metertonne
Die Metertonne (Abkürzung mt) ist eine nicht SI-konforme Einheit, die je nach Kontext unterschiedliche physikalische Größen bezeichnen kann.
Als Einheit der Energie bezeichnet sie die Energiemenge, die notwendig ist, um einen Körper mit einer Masse von einer Tonne einen Meter hoch zu heben. Sie ist ebenso veraltet wie etwa das Kilopondmeter und durch das Joule ersetzt worden. 1 mt entspricht 9,81 kJ.
Im militärischen Bereich  wurde die Einheit zur Angabe der Energie großer Geschosse genutzt. Beispielsweise betrug die Mündungsenergie der „Dicken Bertha“ 38.000 mt, also etwa 373 MJ.
Bei Kranen ist Metertonne die Einheit für die als Lastmoment bezeichnete Tragfähigkeit in Bezug zur Ausladung, angelehnt an die Betrachtung des Systems als Balkenwaage. Dieses entspricht damit einem Dreh- oder Biegemoment, wobei die Hubkraft durch die Hubmasse ausgedrückt wird. 10 mt heben also eine Last von 10 t bei 1 m Ausladung oder 1 t bei 10 m. Beispielsweise erreicht die Saipem 7000 ein Lastmoment von 560.000 Metertonnen, also etwa 5,49 · 109 Nm.
Auch Biegemomente im Schiffsrumpf werden in Metertonnen berechnet.
Die Metertonne darf nicht mit der metrischen Tonne, einer Masseneinheit, verwechselt werden.

## Belege
1. ↑  Enzyklopädie Erster Weltkrieg, Ferdinand Schöningh Verlag, Paderborn 2003
2. ↑  Meyers Großes Konversations-Lexikon, Band 13. Leipzig 1908, S. 708